# Эль-Жебари, Салим
Сали́м Эль-Жебари́ Эль-Ханнуни́ (араб.  الجباري سليم‎, исп. Salim El Jebari El Hannouni; 5 февраля 2004, Мадрид) — марокканский и испанский футболист, нападающий клуба «Атлетико Мадрид».

## Клубная карьера
Начал заниматься футболом в юношеском клубе «Райо Вальекано», а в 2018 году присоединился к академии «Атлетико Мадрид». В 2020 году подписал свой первый профессиональный контракт с «Атлетико».
В январе 2022 года начал выступать за резервную команду, за которую дебютировал в матче Терсеры Федерасьон против клуба «Парла». В марте 2022 года продлил контракт с «Атлетико» до 2025 года. Сезон 2023/24 начал в Примере Федерасьон в составе «Атлетико Мадрид В». 26 августа 2023 года дебютировал в Примере Федерасьон в матче против «Антекеры». 16 сентября отличился первым голом за резервную команду в матче против клуба «Реал Мадрид Кастилья».
9 марта 2024 года дебютировал за основной состав «Атлетико», выйдя на замену Коке в матче Ла Лиги против «Кадиса». Таким образом стал 44-м футболистом, дебютировавшим за клуб под руководством Диего Симеоне.

## Карьера в сборной
Выступал за сборную Испании в возрасте до 18 лет. В 2023 году начал играть за молодёжную и олимпийскую сборные Марокко.